# Symplecta (Psiloconopa) polycantha
Symplecta (Psiloconopa) polycantha is een tweevleugelige uit de familie steltmuggen (Limoniidae). De soort komt voor in het Nearctisch gebied.